# پیترو تیگه بویزن

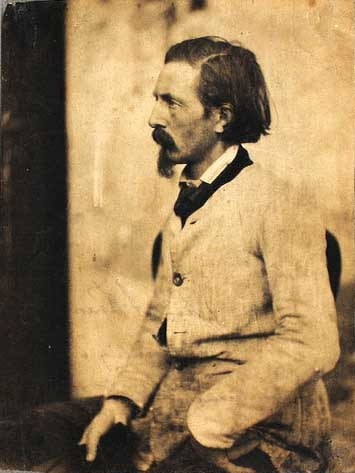

پیترو (پیتر) تیگه بویزن (۱۸۱۹–۱۸۸۲) یک عکاس دانمارکی بود که بیشتر زندگی حرفه‌ای خود را در رم، ایتالیا گذراند. وی را به‌خاطر پرتره‌های اسکاندیناویایی‌ها که از رم بازدید می‌کنند، به یاد می‌آورند. بسیاری از این پرتره‌ها اکنون در کتابخانه سلطنتی کپنهاگ موجود است.

## زندگی‌نامه
بویزن در سال ۱۸۱۹ یا ۱۸۲۰ در کپنهاگ متولد شد. پدر و مادر وی پیتر تیگه بویزن، یک عمده فروش و ماریا کریستین لنگ بودند. وی پس از آموزش به عنوان شاگرد نقاش، در سال ۱۸۴۵ به همراه همکار خود تئودور ملدال، برادر معمار فردیناند ملدال به مونیخ رفت. وی در آنجا ۱۰ سال اقامت داشت و به عنوان عکاس کار کرد و بعد از آن به رم عزیمت و بقیه عمرش را آنجا سپری کرد.

## زندگی در رم
پیتر بویزن همیشه متواضع بود، معمولاً از صحنه‌ها و مناظر بیرون و تصاویر پرتره‌ای از هنرمندان و گردشگران عکس می‌گرفت و به آنها می‌فروخت. فردریک جی. نودتزون، که یکی از جالب‌ترین روایت‌ها را دربارهٔ زندگی در میان اسکاندیناوی‌ها در رم در قرن نوزدهم نوشته، در مورد «عکاس دانمارکی پیترو بویزن» بوده، که گفته «او به ندرت دیده می‌شد، زیرا همیشه مشغول کار بود.»
بویزن بعداً با کار به عنوان دفتردار سفارت آلمان توانست درآمد خودش را تأمین کند. او از حیوانات و گیاهان عکس می‌گرفت و همچنین تصاویر زندگی ایتالیایی‌های عادی را به تصویر می‌کشید. بسیاری از عکس‌های او به‌صورت کارت بازدید از اسکاندیناویایی‌هایی است که از رم بازدید می‌کردند و در حیاط بیرون درب استودیوی خودش گرفته شده‌است. بالای قاب درب، کلمه "Roma" دیده می‌شد و در دو طرف درب گل‌های مختلفی نیز که بعضی در گلدان هستند وجود دارد، بویزن استعدادی در ترکیب و شخصیت‌پردازی داشت. در مقابل پرتره‌های استودیویی ایستاده که در آن زمان بسیار رایج بود، بویزن سوژه‌های خود را در محیط‌های صمیمی رومی در فضای باز با کار روی لباس افراد و رابطه آنها با محیط اطراف تنظیم می‌کرد. بویزن آثاری را ارائه می‌دهد که جذابیتی تا حدودی خجول اما صمیمی دارند.
وی در ۲۶ ژوئن ۱۸۸۲ در رم درگذشت و در قبرستان غیر کاتولیک دفن شد.

## نگارخانه

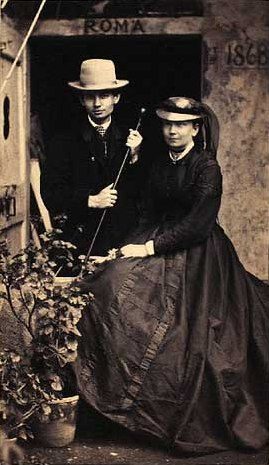
یوهان فردریش برگسه، هنرمند دانمارکی (۱۸۶۸)
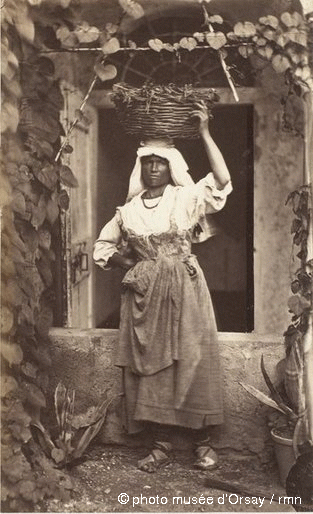
زن ایتالیایی با سبدی روی سر (قبل از ۱۸۷۲)
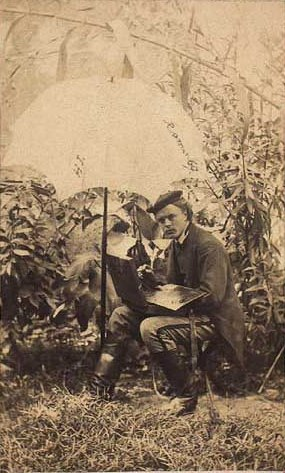
هارالد جریکائو ، هنرمند دانمارکی (۱۸۶۹)
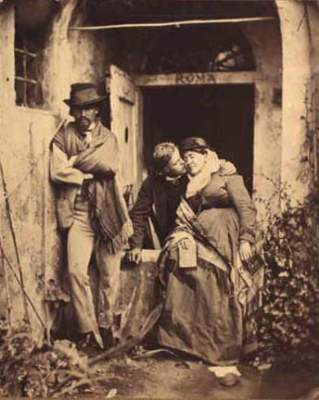
الیزابت یریکو-باومن به همراه پسرش هارالد جریکهاو و پیترو کرون ۱۸۷۳ توسط پیترو بویزن